# Köpenicker Zupforchester
Das Köpenicker Zupforchester ist ein Orchester aus Berlin-Köpenick.
Das Orchester besteht aus etwa zwei dutzend Musikern. Zu den verwendeten Hauptinstrumenten gehören Mandoline, Mandola, Gitarre und Kontrabass, teilweise verstärkt durch Quer- und Blockflöte, Klarinette, Oboe, Violoncello, Klavier, Cembalo, Akkordeon oder Gesang.
Das Orchester spielt Musik unterschiedlicher Epochen vom Barock bis zur Gegenwart und auch folkloristische, lateinamerikanische und unterhaltsame Werke.

## Geschichte
Das Köpenicker Zupforchester wurde 1950 unter dem Namen „Mandolinen-Orchester Köpenick“ gegründet und stand zunächst unter der Leitung von Fritz Fickler. In der Zeit von 1967 bis 2007 leitete Walter Neugebauer das Orchester. Im Jahr 1993 wurde der Klangkörper der Musikschule Köpenick – heute Joseph-Schmidt-Musikschule in Berlin-Treptow-Köpenick – angegliedert. Die Musiker können auf zahlreiche Auftritte im DDR-Fernsehen, drei CD-Produktionen sowie erfolgreiche Konzertreisen u. a. nach Ungarn, Spanien und Schweden und eine sechsmalige erfolgreiche Teilnahme am Deutschen Orchesterwettbewerb zurückblicken.
Von 2007 bis 2011 lag die künstlerische Leitung in den Händen von Ute Franzke und von 2011 bis 2013 dirigierte Panagiotis Papadopoulus das Orchester. Im November 2013 hat der Komponist und Dirigent Erik Kross die musikalische Leitung übernommen.
Am 10. März 2003 gründete sich aus dem bereits bestehenden Orchester der eingetragene Verein „Köpenicker Zupforchester e.V.“

## Weblink
- Offizielle Website